# Arcidiocesi di Cagayan de Oro
L'arcidiocesi di Cagayan de Oro (in latino Archidioecesis Cagayana) è una sede metropolitana della Chiesa cattolica nelle Filippine. Nel 2021 contava 1.255.190 battezzati su 1.674.425 abitanti. È retta dall'arcivescovo Jose Araneta Cabantan.

## Territorio
L'arcidiocesi comprende le province filippine di Misamis Oriental e Camiguin, nonché la municipalità di Malitbog nella provincia di Bukidnon.
Sede arcivescovile è la città di Cagayan de Oro, dove si trova la cattedrale di Sant'Agostino.
Il territorio si estende su 3.799 km² ed è suddiviso in 70 parrocchie.

### Provincia ecclesiastica
La provincia ecclesiastica di Cagayan de Oro, istituita nel 1951, comprende le seguenti suffragaee:
- la diocesi di Surigao, eretta nel 1939;
- la diocesi di Butuan, eretta nel 1967;
- la diocesi di Malaybalay, eretta come prelatura territoriale nel 1969 ed elevata al rango di diocesi nel 1982;
- la diocesi di Tandag, eretta nel 1978;
- la diocesi di Prosperidad, eretta nel 2024.

La provincia ecclesiastica si estende sulle province civili filippine di Misamis Oriental, Camiguin, Surigao del Norte, Surigao del Sur, Agusan del Norte, Agusan del Sur e Bukidnon nell'isola di Mindanao.

## Storia
La diocesi di Cagayan de Oro fu eretta il 20 gennaio 1933 con la bolla Ad maius religionis di papa Pio XI, ricavandone il territorio dalla diocesi di Zamboanga (oggi arcidiocesi).
Originariamente suffraganea dell'arcidiocesi di Manila, il 28 aprile 1934 entrò a far parte della provincia ecclesiastica dell'arcidiocesi di Cebu.
Il 3 giugno 1939 e il 27 gennaio 1951 cedette porzioni del suo territorio a vantaggio dell'erezione rispettivamente della diocesi di Surigao e della prelatura territoriale di Ozamiz (oggi arcidiocesi).
Il 29 giugno 1951 la diocesi è stata elevata al rango di arcidiocesi metropolitana con la bolla Quo in Philippina di papa Pio XII.
Il primo vescovo e arcivescovo di Cagayan de Oro, James Thomas Gibbons Hayes, istituì l'Ateneo de Cagayan, oggi Xavier University. Nel 1955 istituì anche il seminario arcivescovile, dedicato a san Giuseppe.
Il 25 aprile 1969 ha ceduto un'altra porzione di territorio a vantaggio dell'erezione della prelatura territoriale di Malaybalay (oggi diocesi).

## Cronotassi dei vescovi
Si omettono i periodi di sede vacante non superiori ai 2 anni o non storicamente accertati.
- James Thomas Gibbons Hayes, S.I. † (16 marzo 1933 - 13 ottobre 1970 ritirato[1])
- Patrick Henry Cronin, S.S.C.M.E. † (13 ottobre 1970 - 5 gennaio 1988 ritirato)
- Jesus Balaso Tuquib † (5 gennaio 1988 succeduto - 4 marzo 2006 ritirato)
- Antonio Javellana Ledesma, S.I. (4 marzo 2006 - 23 giugno 2020 ritirato)
- Jose Araneta Cabantan, dal 23 giugno 2020

## Statistiche
L'arcidiocesi nel 2021 su una popolazione di 1.674.425 persone contava 1.255.190 battezzati, corrispondenti al 75,0% del totale.
| anno | popolazione | popolazione | popolazione | presbiteri | presbiteri | presbiteri | presbiteri                | diaconi | religiosi | religiosi | parrocchie |
| anno | battezzati  | totale      | %           | numero     | secolari   | regolari   | battezzati per presbitero | diaconi | uomini    | donne     | parrocchie |
| ---- | ----------- | ----------- | ----------- | ---------- | ---------- | ---------- | ------------------------- | ------- | --------- | --------- | ---------- |
| 1950 | 600.247     | 984.634     | 61,0        | 80         | 46         | 34         | 7.503                     |         | 42        | 68        | 45         |
| 1958 | 452.600     | 520.000     | 87,0        | 78         | 21         | 57         | 5.802                     |         | 64        | 66        | 46         |
| 1970 | 484.038     | 534.346     | 90,6        | 63         | 16         | 47         | 7.683                     |         | 35        | 107       | 34         |
| 1980 | 519.000     | 649.000     | 80,0        | 69         | 27         | 42         | 7.521                     |         | 42        | 113       | 43         |
| 1990 | 802.000     | 808.000     | 99,3        | 81         | 40         | 41         | 9.901                     |         | 42        | 162       | 45         |
| 1999 | 1.543.596   | 1.754.087   | 88,0        | 119        | 68         | 51         | 12.971                    |         | 57        | 187       | 49         |
| 2000 | 1.543.596   | 1.754.087   | 88,0        | 121        | 74         | 47         | 12.756                    |         | 51        | 189       | 50         |
| 2001 | 1.020.380   | 1.200.447   | 85,0        | 117        | 75         | 42         | 8.721                     |         | 48        | 194       | 50         |
| 2002 | 1.020.380   | 1.200.447   | 85,0        | 119        | 78         | 41         | 8.574                     |         | 45        | 248       | 53         |
| 2003 | 1.030.885   | 1.200.447   | 85,9        | 112        | 77         | 35         | 9.204                     |         | 62        | 213       | 54         |
| 2004 | 1.071.399   | 1.284.478   | 83,4        | 130        | 88         | 42         | 8.241                     |         | 81        | 137       | 54         |
| 2006 | 1.158.000   | 1.397.000   | 82,9        | 129        | 85         | 44         | 8.976                     |         | 101       | 200       | 56         |
| 2013 | 1.320.000   | 1.590.000   | 83,0        | 163        | 109        | 54         | 8.098                     | 1       | 97        | 198       | 63         |
| 2016 | 1.075.773   | 1.435.098   | 75,0        | 165        | 109        | 56         | 6.519                     | 1       | 95        | 204       | 62         |
| 2019 | 1.128.800   | 1.505.820   | 75,0        | 158        | 109        | 49         | 7.144                     |         | 91        | 205       | 68         |
| 2021 | 1.255.190   | 1.674.425   | 75,0        | 170        | 119        | 51         | 7.383                     |         | 91        | 213       | 70         |